# Jette Sievertsen
Jette Sievertsen (født 11. oktober 1959) er en dansk skuespiller og dubber.
Hun er uddannet på skuespillerskolen ved Århus Teater i 1986.

## Filmografi
- I Wonder Who's Kissing You Now (1998)
- Ninna (2019)
- Bionicle Lysets maske (2003)

### Tv-serier
- Karrusel (1998)
- Hvide løgne (1998-2001)